# Troféu Verdes Mares
O Troféu Verdes Mares é a maior premiação esportiva do futebol cearense. É realizada desde 2006, pelo Sistema Verdes Mares de Comunicação.
A premiação homenageia os protagonistas do Campeonato Cearense e seus clubes.

## Votação
As 17 categorias são divididas em duas votações: de acordo com um Júri especializado integrado por cronistas e comentaristas esportivos; e segundo Votação Popular aberta, via internet, que elege o “Craque da Galera”.

## Vencedores
| Ano           | Colocação | Clube                                                                    | Prêmios | Ref.  |
| ------------- | --------- | ------------------------------------------------------------------------ | ------- | ----- |
| 2020 Detalhes | 1°.       | Fortaleza Esporte Clube                                                  | 6       |       |
| 2020 Detalhes | 2°.       | Ceará Sporting Club                                                      | 4       |       |
| 2020 Detalhes | 3°.       | Atlético Cearense, Barbalha e Ferroviário Atlético Clube                 | 1       |       |
| 2019 Detalhes | 1°.       | Fortaleza Esporte Clube                                                  | 8       |       |
| 2019 Detalhes | 2°.       | Ceará Sporting Club                                                      | 4       |       |
| 2019 Detalhes | 3°.       | Floresta Esporte Clube e Ferroviário Atlético Clube                      | 2       |       |
| 2018 Detalhes | 1°.       | Fortaleza Esporte Clube                                                  | 7       |       |
| 2018 Detalhes | 2°.       | Ceará Sporting Club                                                      | 6       |       |
| 2018 Detalhes | 3°.       | Floresta Esporte Clube                                                   | 3       |       |
| 2017 Detalhes | 1°.       | Guarani Esporte Clube                                                    | 6       |       |
| 2017 Detalhes | 2°.       | Ceará Sporting Club                                                      | 5       |       |
| 2017 Detalhes | 3°.       | Ferroviário Atlético Clube                                               | 5       |       |
| 2017 Detalhes | 4°.       | Fortaleza Esporte Clube                                                  | 1       |       |
| 2016 Detalhes | 1°.       | Fortaleza Esporte Clube                                                  | 13      |       |
| 2016 Detalhes | 2°.       | Ceará Sporting Club                                                      | 2       |       |
| 2015 Detalhes | 1°.       | Fortaleza Esporte Clube                                                  | 7       | [ 1 ] |
| 2015 Detalhes | 2°.       | Ceará Sporting Club                                                      | 6       | [ 1 ] |
| 2015 Detalhes | 3°.       | ADRC Icasa                                                               | 4       | [ 1 ] |
| 2013 Detalhes | 1°.       | Ceará Sporting Club                                                      | 9       | [ 2 ] |
| 2013 Detalhes | 2°.       | Guarany Sporting Club                                                    | 4       | [ 2 ] |
| 2013 Detalhes | 3°.       | Ferroviário Atlético Clube                                               | 2       | [ 2 ] |
| 2013 Detalhes | 4°.       | ADRC Icasa e Fortaleza Esporte Clube                                     | 1       | [ 2 ] |
| 2012 Detalhes | 1°.       | Ceará Sporting Club                                                      | 8       | [ 3 ] |
| 2012 Detalhes | 2°.       | Fortaleza Esporte Clube                                                  | 7       | [ 3 ] |
| 2012 Detalhes | 3°.       | Horizonte Futebol Clube                                                  | 3       | [ 3 ] |
| 2011 Detalhes | 1°.       | Ceará Sporting Club                                                      | 12      | [ 3 ] |
| 2011 Detalhes | 2°.       | Guarani Esporte Clube                                                    | 2       | [ 3 ] |
| 2011 Detalhes | 3°.       | Horizonte Futebol Clube, Fortaleza Esporte Clube e Guarany Sporting Club | 1       | [ 3 ] |
| 2010 Detalhes | 1°.       | Ceará Sporting Club                                                      | 5       | [ 3 ] |
| 2010 Detalhes | 2°.       | Guarany Sporting Club e Horizonte Futebol Clube                          | 4       | [ 3 ] |
| 2010 Detalhes | 3°.       | Fortaleza Esporte Clube                                                  | 3       | [ 3 ] |
| 2009 Detalhes | 1°.       | Fortaleza Esporte Clube                                                  | 11      | [ 3 ] |
| 2009 Detalhes | 2°.       | Ceará Sporting Club                                                      | 3       | [ 3 ] |
| 2009 Detalhes | 3°.       | Ferroviário Atlético Clube                                               | 2       | [ 3 ] |

### Por clube
| Prêmios | Clube                           |
| ------- | ------------------------------- |
| 65      | Fortaleza Esporte Clube         |
| 64      | Ceará Sporting Club             |
| 13      | Ferroviário Atlético Clube      |
| 9       | Guarany Sporting Club           |
| 8       | Horizonte Futebol Clube         |
| 8       | Guarani Esporte Clube           |
| 5       | Floresta Esporte Clube          |
| 5       | ADRC Icasa                      |
| 1       | Futebol Clube Atlético Cearense |
| 1       | Barbalha Futebol Clube          |

### Por 1º lugar
| Prêmios | Clube                   |
| ------- | ----------------------- |
| 6       | Fortaleza Esporte Clube |
| 4       | Ceará Sporting Club     |
| 1       | Guarani Esporte Clube   |

### Por sequência
| Prêmios                      | Clube                   |
| ---------------------------- | ----------------------- |
| 4 (2010 a 2013)              | Ceará Sporting Club     |
| 4 (2015 a 2016. 2018 a 2020) | Fortaleza Esporte Clube |

## Craque da Galera e Craque do Campeonato
| Ano  | Craque da Galera | Clube                   | Craque do Campeonato | Clube                   |
| ---- | ---------------- | ----------------------- | -------------------- | ----------------------- |
| 2020 | Tinga            | Fortaleza Esporte Clube | Tinga                | Fortaleza Esporte Clube |
| 2019 | Júnior Santos    | Fortaleza Esporte Clube | Edinho               | Fortaleza Esporte Clube |
| 2018 | Gustavo          | Fortaleza Esporte Clube | Gustavo              | Fortaleza Esporte Clube |
| 2017 | Marcelo Boeck    | Fortaleza Esporte Clube | Adenilson            | Guarani Esporte Clube   |
| 2016 | Everton          | Fortaleza Esporte Clube | Anselmo              | Fortaleza Esporte Clube |
| 2015 | Ricardinho       | Ceará Sporting Club     | Corrêa               | Fortaleza Esporte Clube |
| 2013 | Magno Alves      | Ceará Sporting Club     | Magno Alves          | Ceará Sporting Club     |
| 2012 | Ciro Sena        | Fortaleza Esporte Clube | Cléo                 | Fortaleza Esporte Clube |
| 2011 | Marcelo Nicácio  | Ceará Sporting Club     | Michel               | Ceará Sporting Club     |
| 2010 | Geraldo          | Ceará Sporting Club     | Júnior Cearense      | Horizonte Futebol Clube |
| 2009 | Marcelo Nicácio  | Fortaleza Esporte Clube | Marcelo Nicácio      | Fortaleza Esporte Clube |
| 2008 | Márcio Azevedo   | Fortaleza Esporte Clube | Márcio Azevedo       | Fortaleza Esporte Clube |
| 2007 | Adilson          | Ceará Sporting Club     | Adilson              | Ceará Sporting Club     |
| 2006 | Rinaldo          | Fortaleza Esporte Clube | Aleluia              | Ceará Sporting Club     |

### Por clube
| Craque da Galera | Clube                   | Craque do Campeonato | Clube                   |
| ---------------- | ----------------------- | -------------------- | ----------------------- |
| 9                | Fortaleza Esporte Clube | 8                    | Fortaleza Esporte Clube |
| 5                | Ceará Sporting Club     | 4                    | Ceará Sporting Club     |
|                  |                         | 1                    | Horizonte Futebol Clube |
|                  |                         | 1                    | Guarani Esporte Clube   |